# HU (album)
HU je třetí album českého hudebního dua DVA. Vyšlo 25. září 2010 u labelu Indies Scope na CD a LP. HU v mnohém navazuje na debutové album Fonók – vychází téměř přesně dva roky po něm, bylo nahráváno za podobných podmínek (v létě v padouchovské chalupě U Čerta, s berlínským hudebníkem a producentem Jayropem) a opět na něm nalezneme písně zpívané v neexistujících, vymyšlených jazycích. Po „folklóru neexistujících národů“ z Fonóku jde nyní o koncept „popu z neexistujících rádií“. Křty alba proběhly 2. listopadu v pražském Paláci Akropolis a 9. listopadu na brněnské Flédě.
Dle samotných autorů bylo důležitou inspirací ke vzniku alba turné na tropickém ostrově Réunion (kde také kapela nahrála některé zvuky pro album – například vřeštění opic). HU tak má mít na rozdíl od „severštějšího“ Fonóku více motivů z tropických a jižních krajin. Původně se mělo jednat o „nejveselejší album všech dob“, nakonec obsahuje i melancholické motivy. Slovo hu kapela chápe jako „první slabiku, kterou vyloudila lidská bytost a také tak mluví opice a sovy“.
Místo klasického bookletu u CD najdeme samostatné kartičky s obrázky od Báry Kratochvílové. Každá karta je věnována jedné písni a obsahuje původní text ve vymyšleném jazyce, s překlady do češtiny a angličtiny. Tři bonusové karty se dají použít jako pohlednice.
Album získalo žánrovou cenu Anděl 2010 v kategorii alternativní hudba.

## Seznam písní
1. Animak – 01:14
2. Tatanc – 03:21
3. Fatta – 03:59
4. Tropikal animal – 03:05
5. Baltik – 02:53
6. Tihop – 03:36
7. Tuér – 00:57
8. Hap Hej – 03:49
9. Numie – 03:30
10. Huhu – 03:25
11. Tralala – 03:12
12. Uhuh – 03:28
13. Valibela – 03:02
14. Tatanc 800 – 14:46

Verze alba na vinylu neobsahuje skladby „Tihop“, „Numie“ a „Tatanc800“.

#### Recenze
- 24. září – Jakub Pech: CD recenze: Album, které má tvůrčí O-DVA-HU[nedostupný zdroj], Houser
- 24. září – Iveta Svobodová: Skupina Dva poprvé představila výběr písní z nového alba s názvem Hu, Informuji.cz
- 4. října – Antoník Kocábek:  Archivováno 11. 8. 2011 na Wayback Machine., Týden 40/2010
- 5. října – Karel Veselý: Opičí disco, Nový Prostor číslo 361, s. 25.
- 6. října – Pavel Zelinka: Deska týdne: Dva, Český rozhlas Radio Wave; obsahuje také dvě audiorecenze od Aleše Stuchlého a Pavla Klusáka
- 11. října – Zdeněk Neusar: DVA – Hu Archivováno 11. 10. 2010 na Wayback Machine., Freemusic.cz
- 11. října – Lenka Morávková: Poslouchat pod pařezem[nedostupný zdroj], Lidové noviny
- 17. října – Pavel Turek: Skoro hudba, skoro řeč, Respekt 42/2010, s. 69.
- 27. října – Aleš Borovan: Skupina DVA nahrála neexistující pop z pralesa, Mladá fronta E15, s. 20.
- 28. října – Jan Willem Broek: DVA - Hu, Caleidoscoop (nizozemsky)
- 3. listopadu – Karel Souček: DVA - Hu, Goliáš.cz
- Milan Šefl: Hu, ti Dva jsou pořád lepší, Týdeník rozhlas